# Nouveau cimetière juif de Łódź
Le cimetière de Łódź, fondé en 1892, situé dans la partie sud de l'arrondissement de Baluty, sur une petite colline entre les rues Bracka, Zagajnikowa, Zmienna et Inflancka. 
C'est la plus grande  nécropole juive de Pologne et d'Europe en termes de surface : 42 hectares, plus de 230 000 personnes ensevelies, dont environ 45 000 représentent les tombes des morts tués dans la période du ghetto de Łódź.

## Histoire
En 1891, Izrael Poznański achète à Juliusz Heinzel plus de 10 hectares de terres séparées des biens sur la Arturowek Marysin Cimetière. 
Le 5 août 1892, le gouvernement provincial décide de l'emplacement du nouveau cimetière. Décision approuvée le 4 septembre 1892 par le gouverneur. Le 10 novembre 1892, le rabbin de la synagogue annonce que l'ancien cimetière est fermé et un nouveau cimetière ouvert sur la nouvelle rue Bracka. En avril 1898, l'ouverture de la plus grande maison funéraire de la Pologne (agglomération 850 pieds carrés) construit et conçu par Adolf Zeligson, est l'initiative des Mines Konstadt - propriété de la veuve de Herman - qui a donné à cet effet, 18 000 roubles.
En 1956, le cimetière a reçu un monument aux victimes du Ghetto de Łódź et les camps de concentration, sous la forme d'un obélisque, un chandelier et un chêne brisé.
Le cimetière est dominé par des pierres tombales typiques juives, mais la rue principale héberge des tombes familiales. Le mausolée monumental de Izrael Poznański. Les visiteurs peuvent également voir les tombes des autres industriels de Łódź, y compris Barcinski, Jarocinskis, Katsenbergów, Kohn, Prussak, Rosenblatt, Silberstein, Stillerów. En outre, le  peintre Stanislaw Heyman (1843-1915) y est enterré, un médecin, le Dr Seweryn Sterling (1864-1932), le fondateur et directeur de longue date des ambulance de Łódź Władysław Pinkus (1850-1929), l'industriel et financier Herman Konstadt (1835-1895), le rabbin de la communauté juive Elijah Haïm Meisel (1821-1912)et le rabbin de Łódź désigné par la République de Pologne Moïse Élie Halpern (d. 1921). On peut aussi y trouver les tombes des parents du poète Julian Tuwim et du compositeur Arthur Rubinstein.
En 1980, le cimetière a été classé monument historique. En 1984, est créé le comité pour le soin du cimetière juif de Łódź. Le XXe siècle et en particulier à partir des années 90 marque l'intensification notable des efforts pour sauver le cimetière, y compris la partie des morts du Ghetto.

## Description
Le nouveau cimetière juif de Łódź est le plus grand cimetière juif d'Europe. Il a été créé en 1892  avec l'entrée sur la rue sur la rue Bracka et contient plus de 180 000 tombes, 65 000 pierres tombales et les mausolées. Izrael Poznański donne les 10,5 premiers hectares de terres pour son établissement. Les premières personnes à être enterrées dès l'hiver de 1892 ont été environ 700 victimes de choléra. La construction des bases du cimetière a été réalisé sous la supervision de l'architecte Adolf Zeligson.
Pendant l'occupation allemande, le cimetière est devenu une partie du Ghetto et était connu comme le cimetière à Marysin. Pas tous ceux qui ont péri dans le ghetto ont été enterrés là. De grandes sections du cimetière ont été détruites, vandalisée pendant l'occupation soviétique ainsi que des cas de vol. En 1980, le Nouveau Cimetière juif de Lodz a été proclamé site historique. La ville de Łódź et l'Organisation des anciens résidents de Łódź en Israël ont établi le Momentum Iudaicum Fondation Lodzense dont le but est de préserver le patrimoine juif de Łódź et son cimetière. Depuis lors, les rénovations et les travaux d'entretien ont été mises en œuvre.

## Galerie

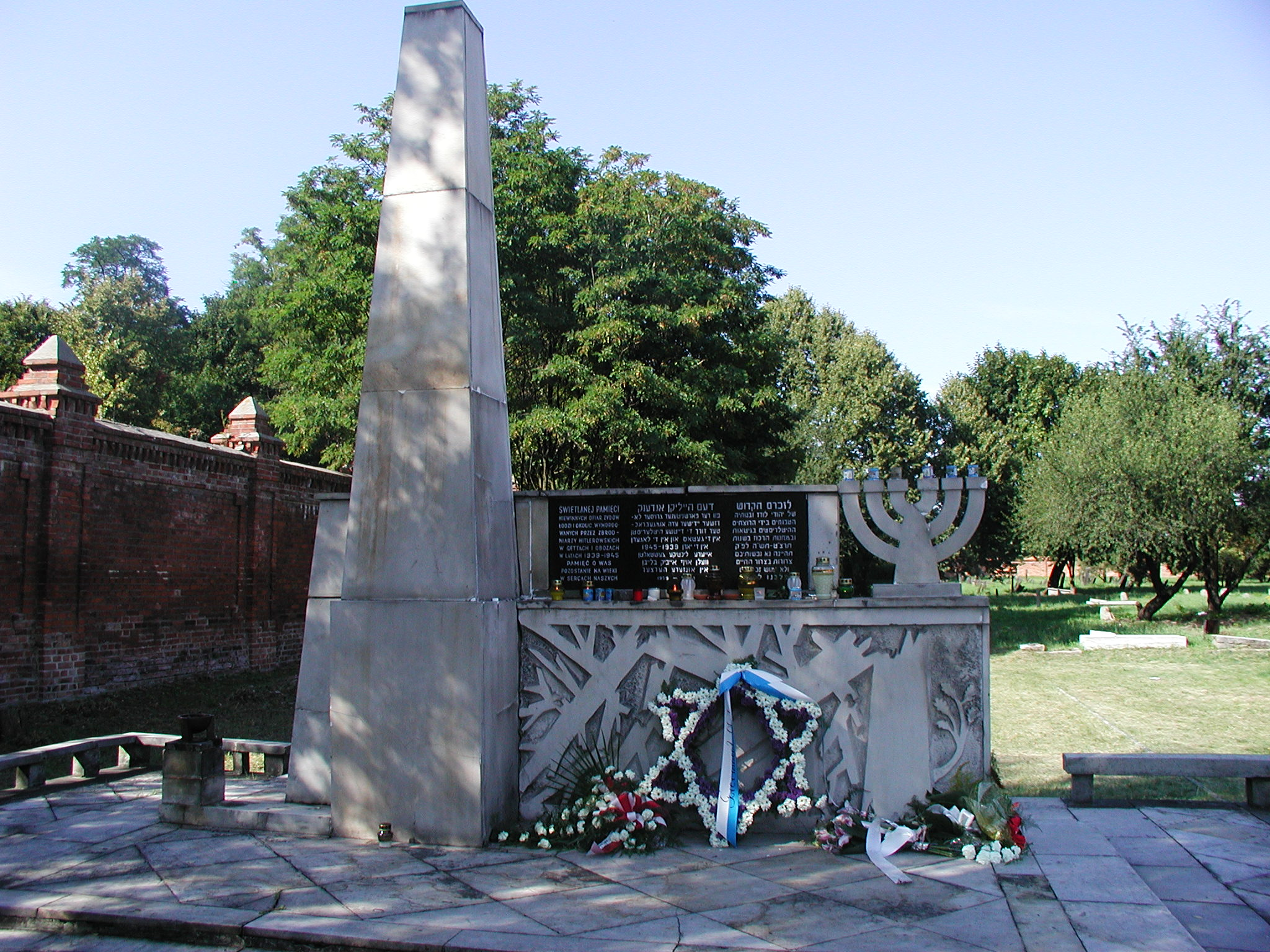
Pomnik ofiar getta łódzkiego
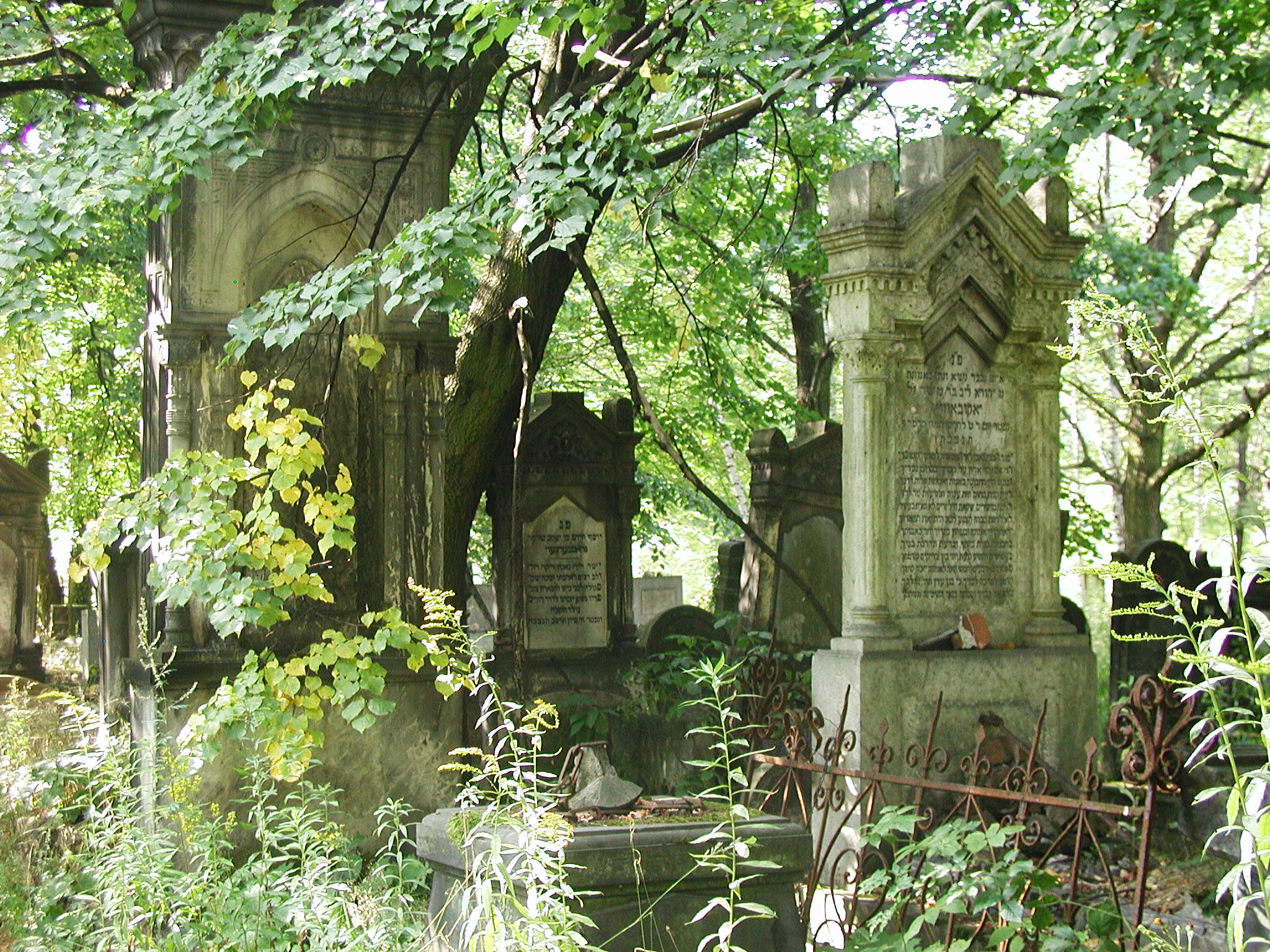
Macewy
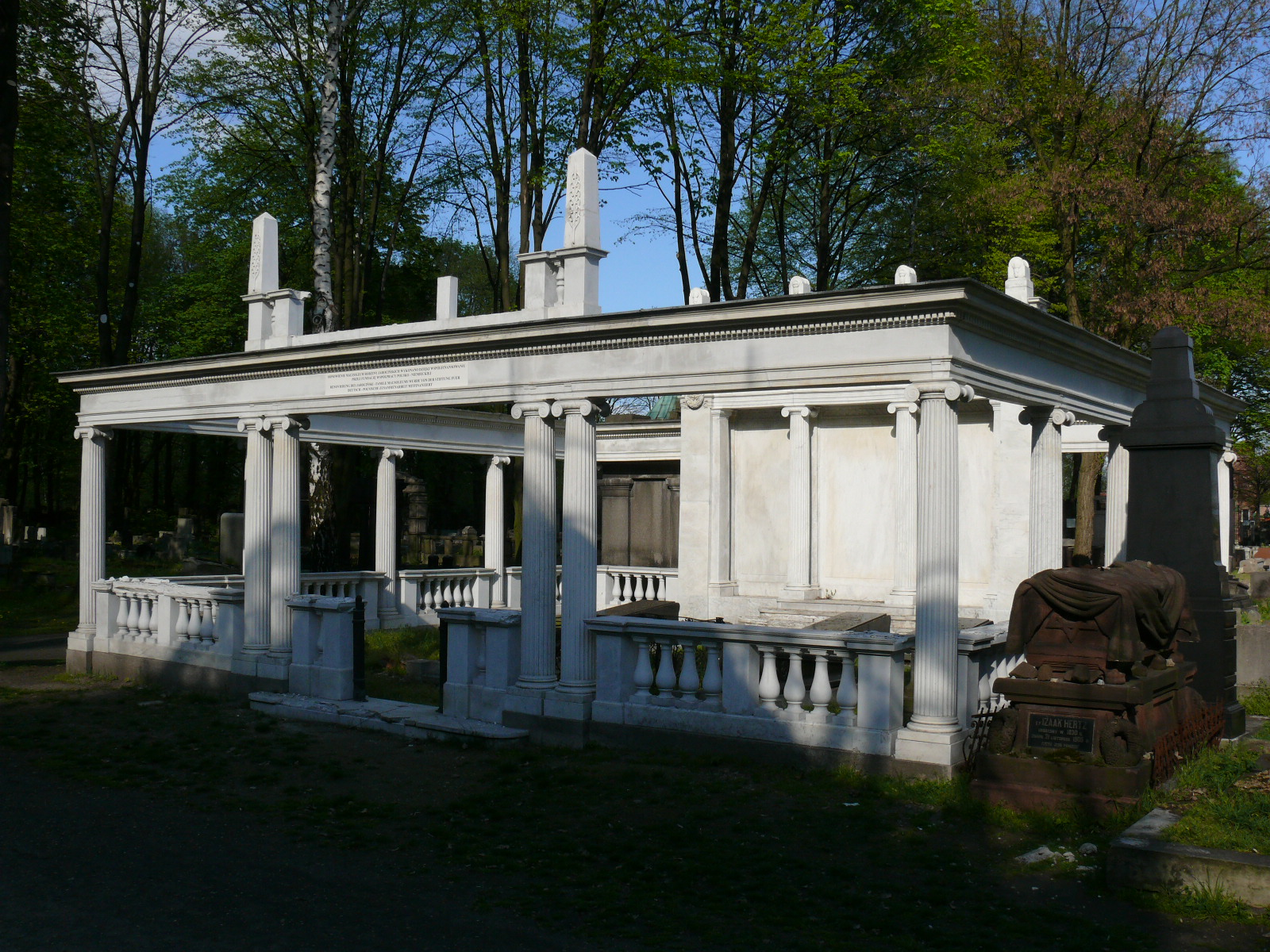
Grób rodziny Jarocińskich
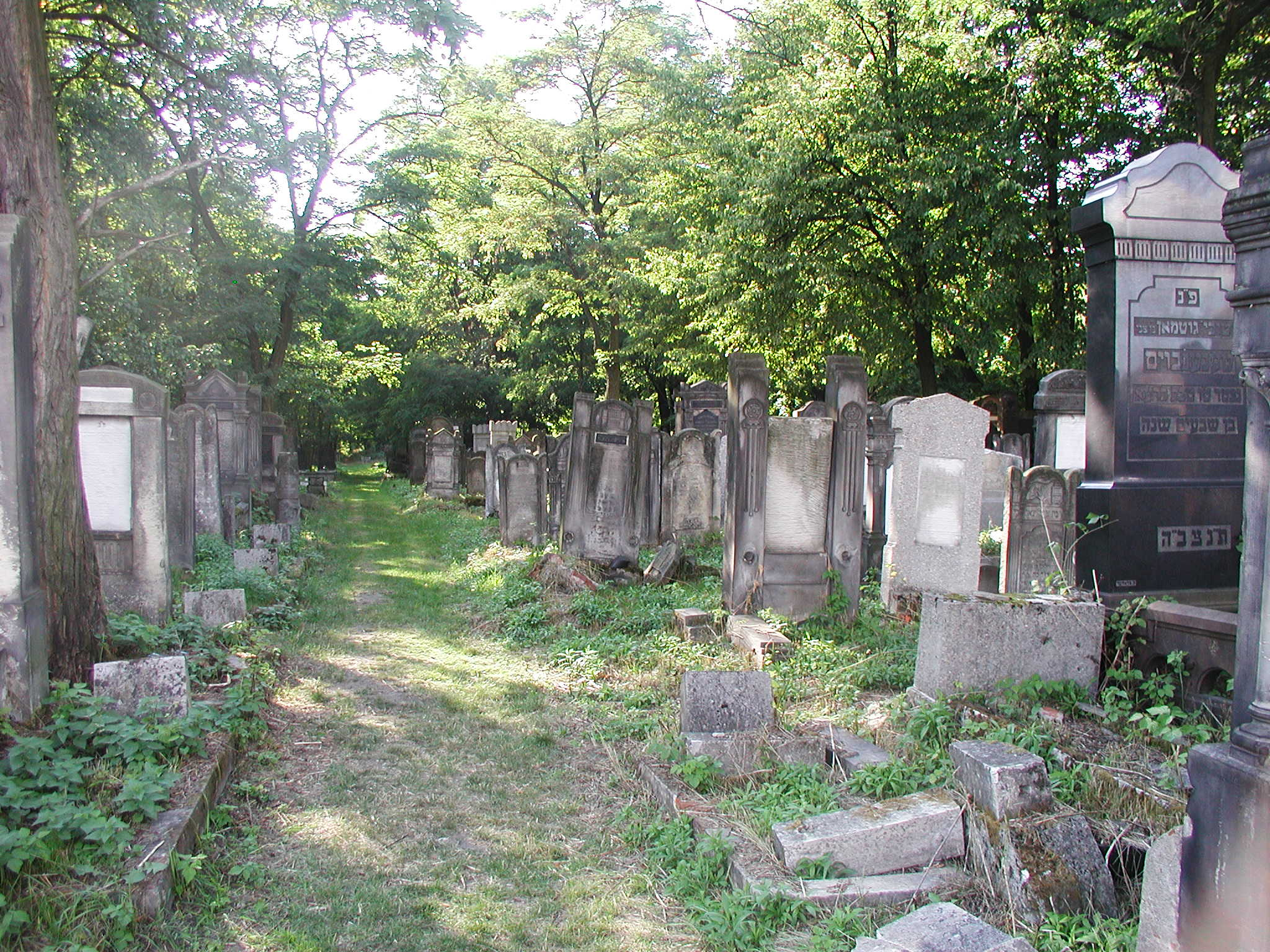
Macewy
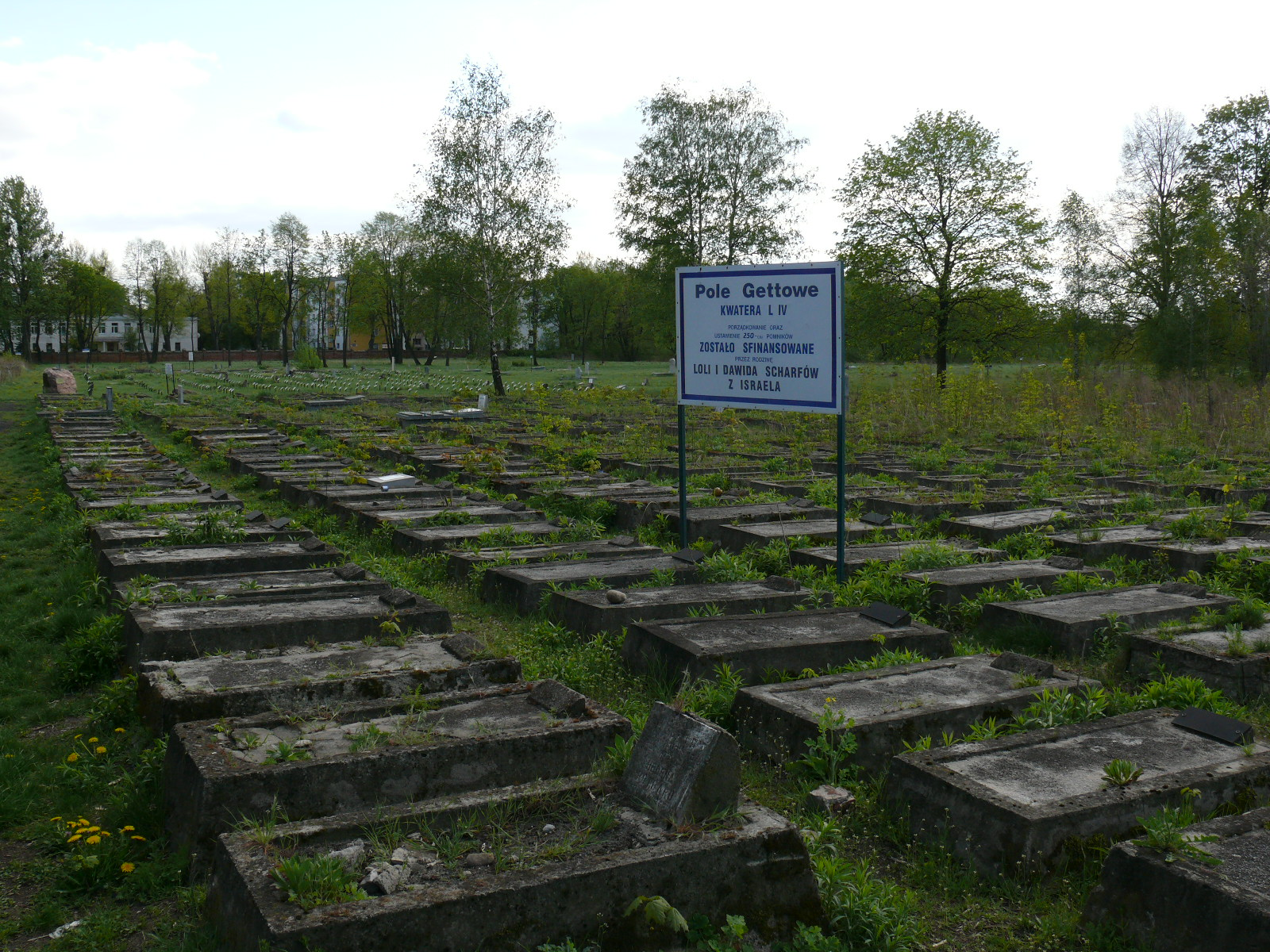
Pole gettowe
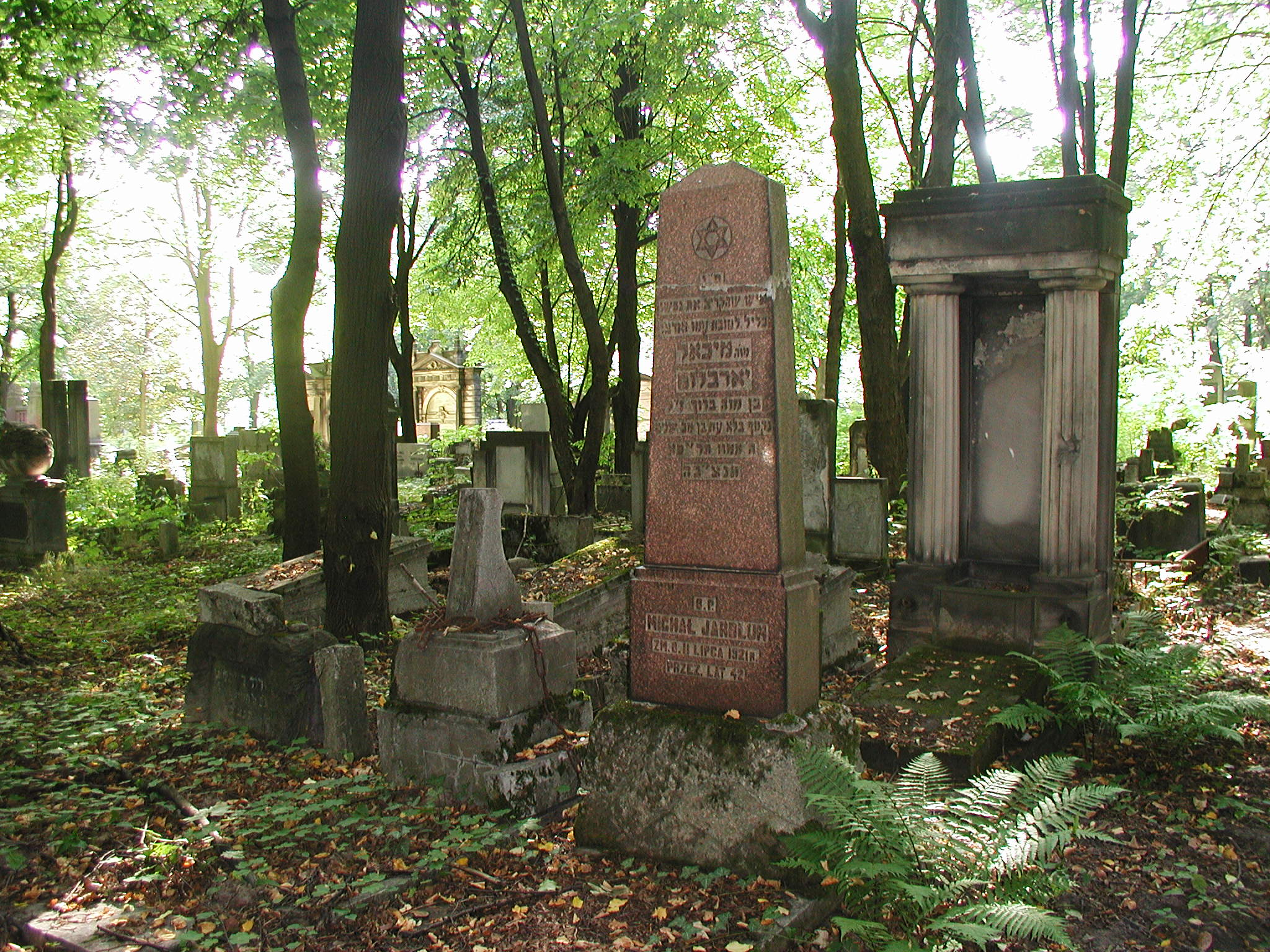
Macewy
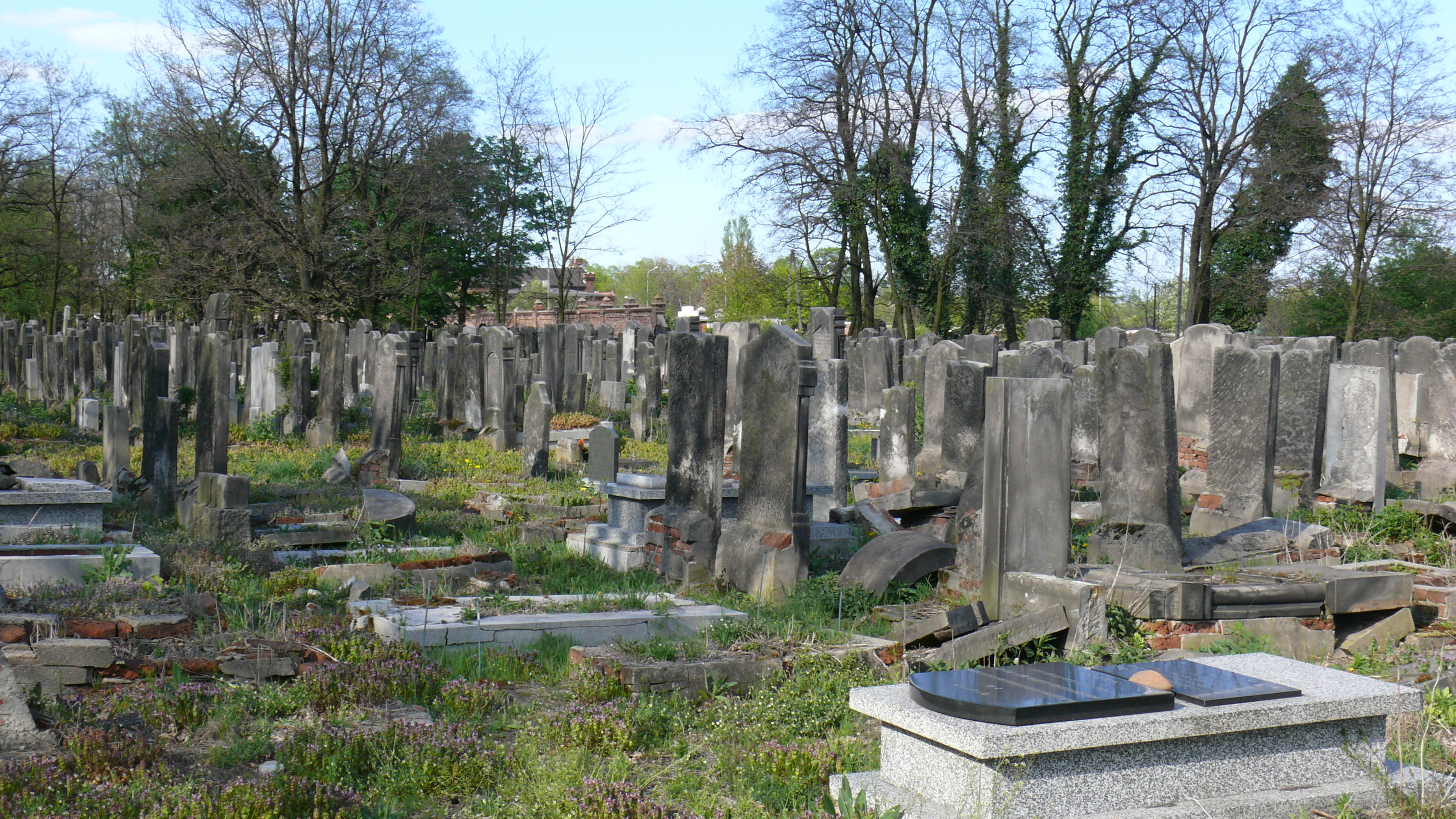
Macewy
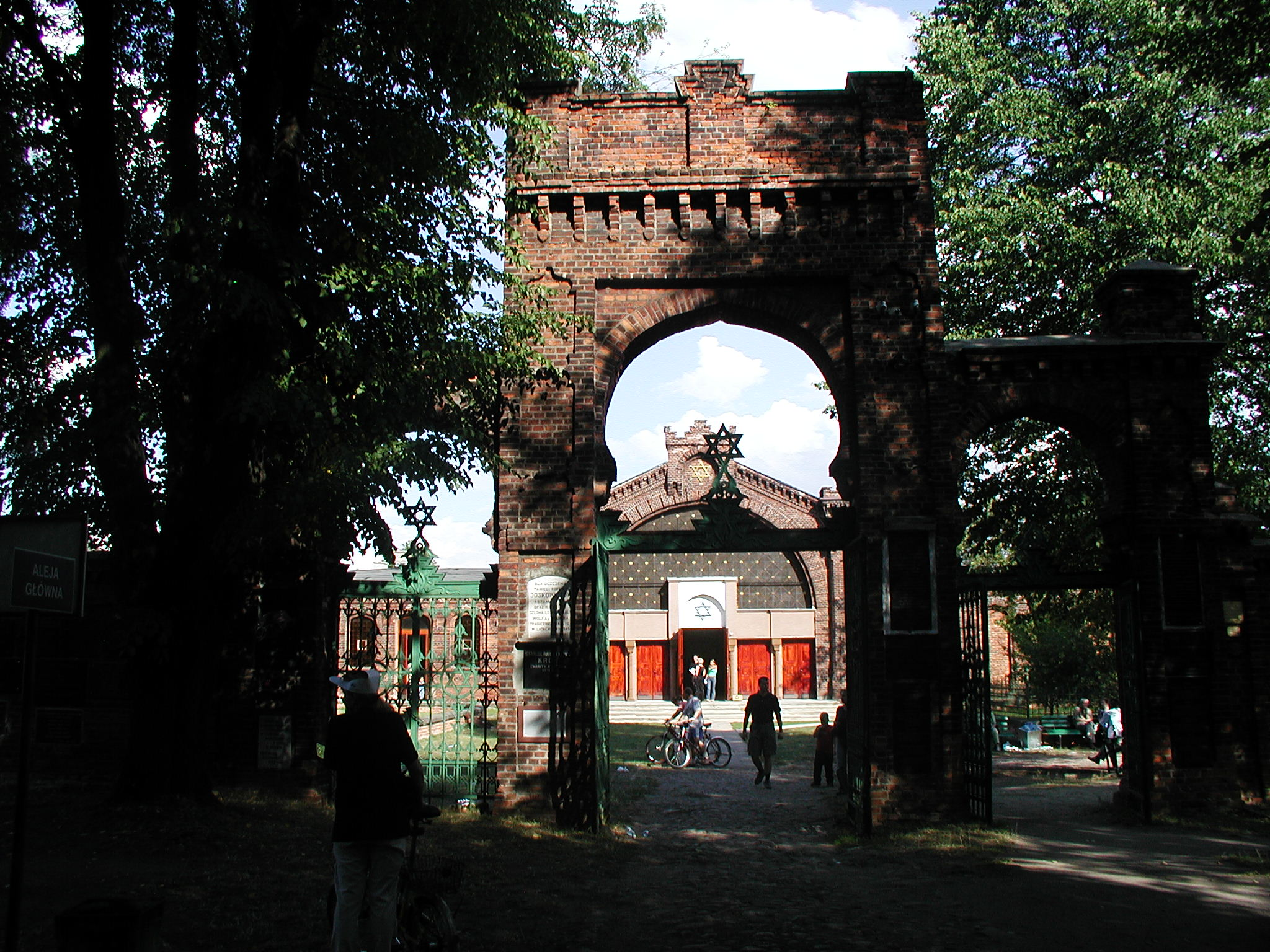
Brama od strony domu przedpogrzebowego
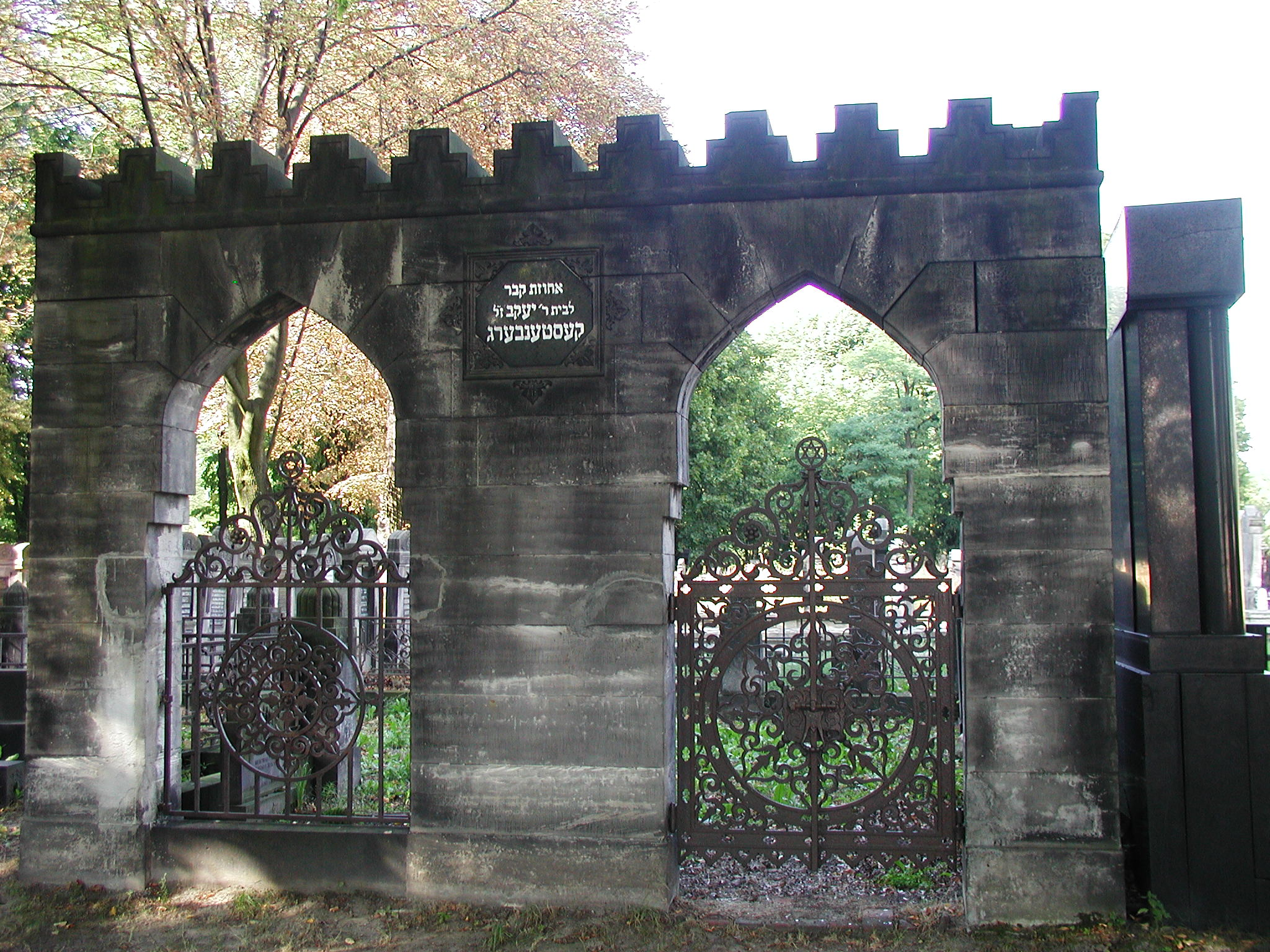
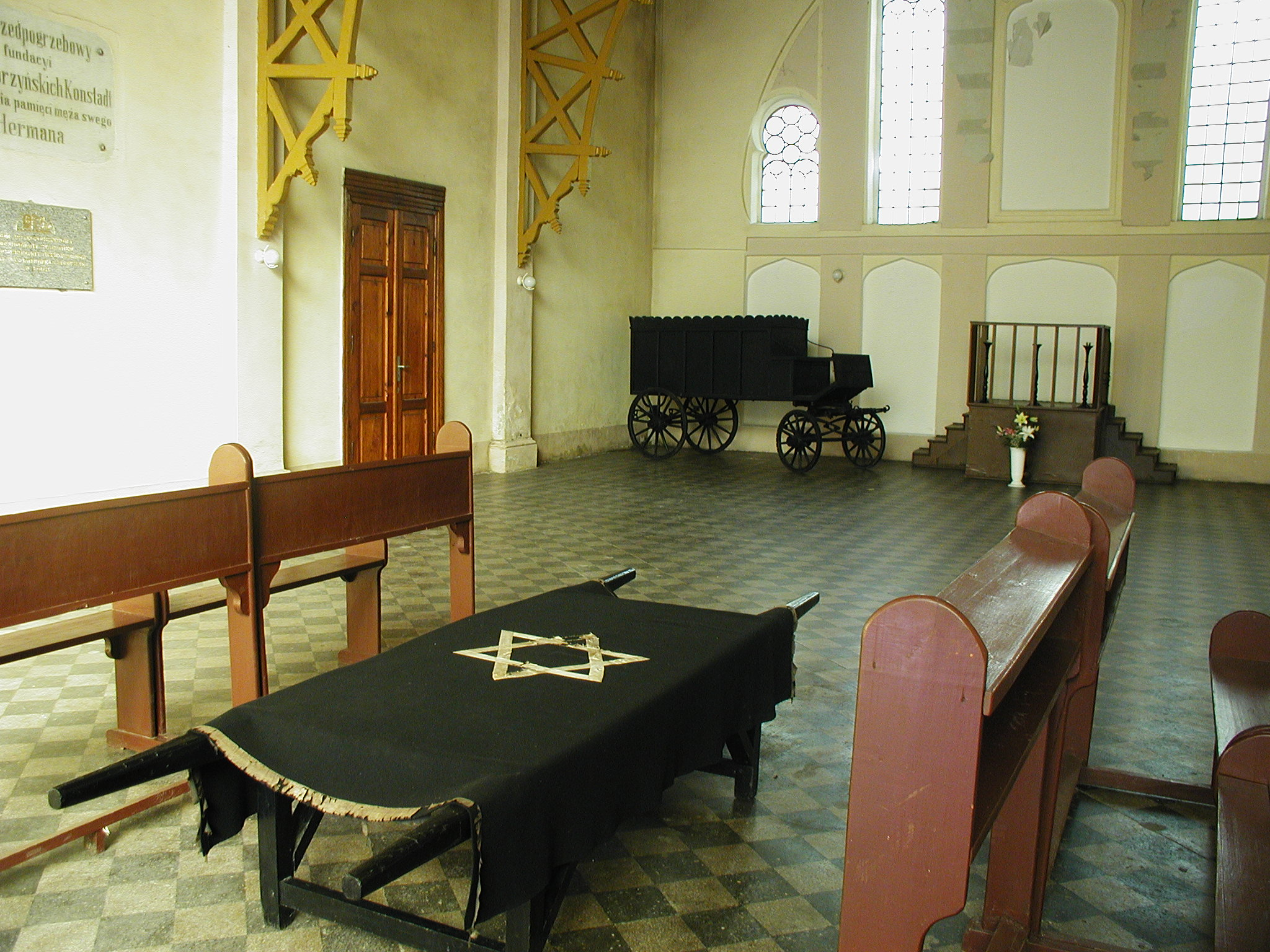
Wewnątrz domu przedpogrzebowego
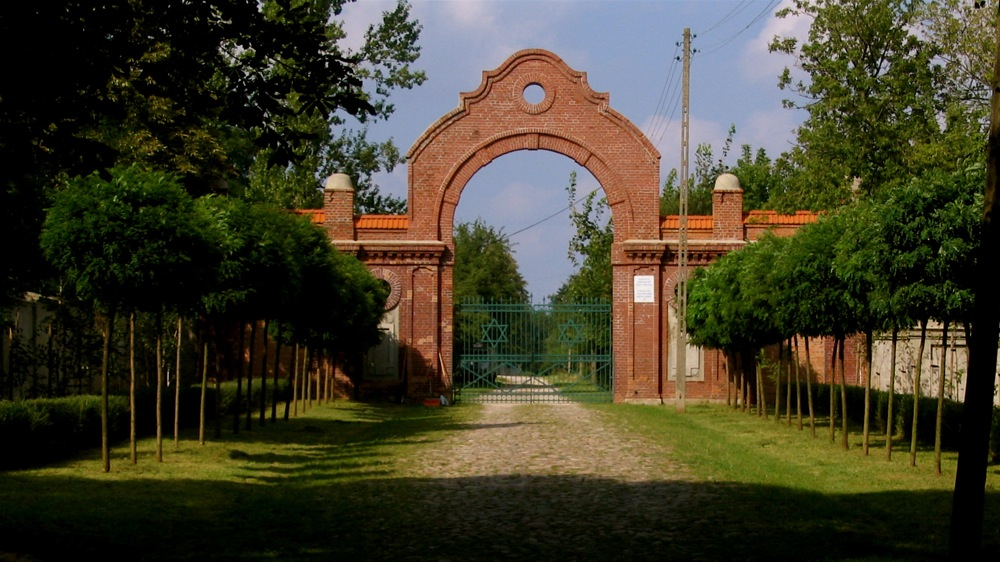
Brama od ul. Brackiej
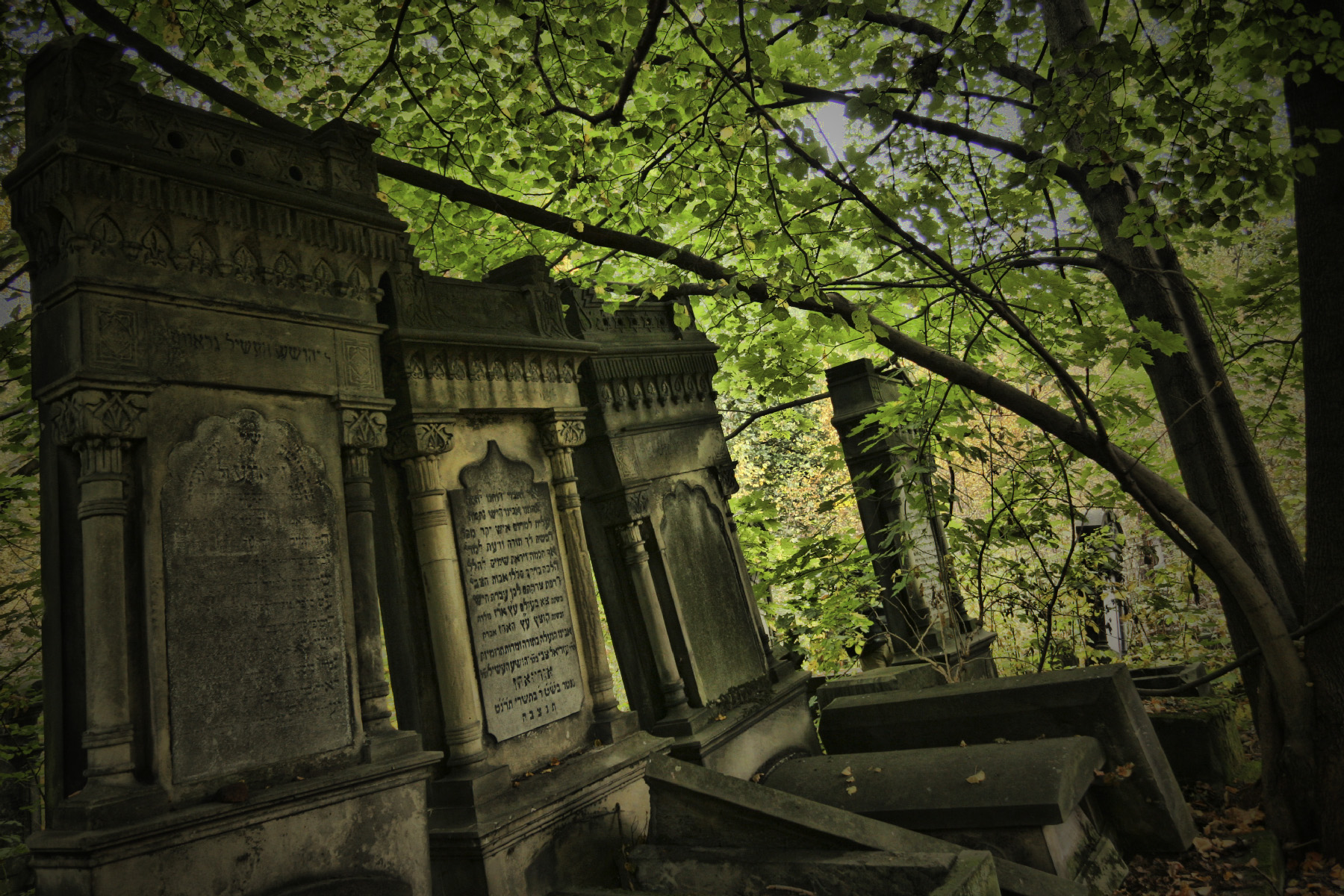
Macewy
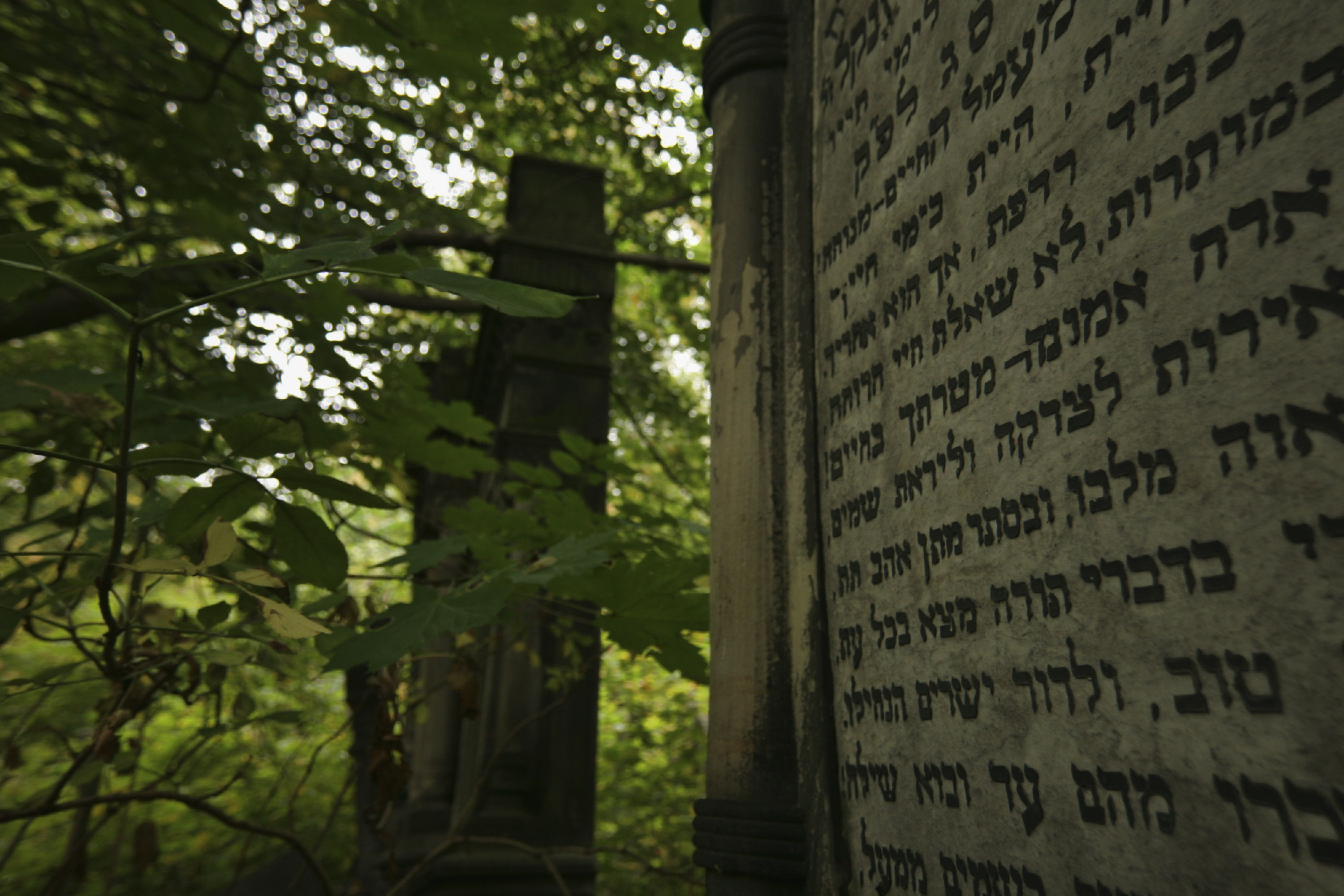
Macewy
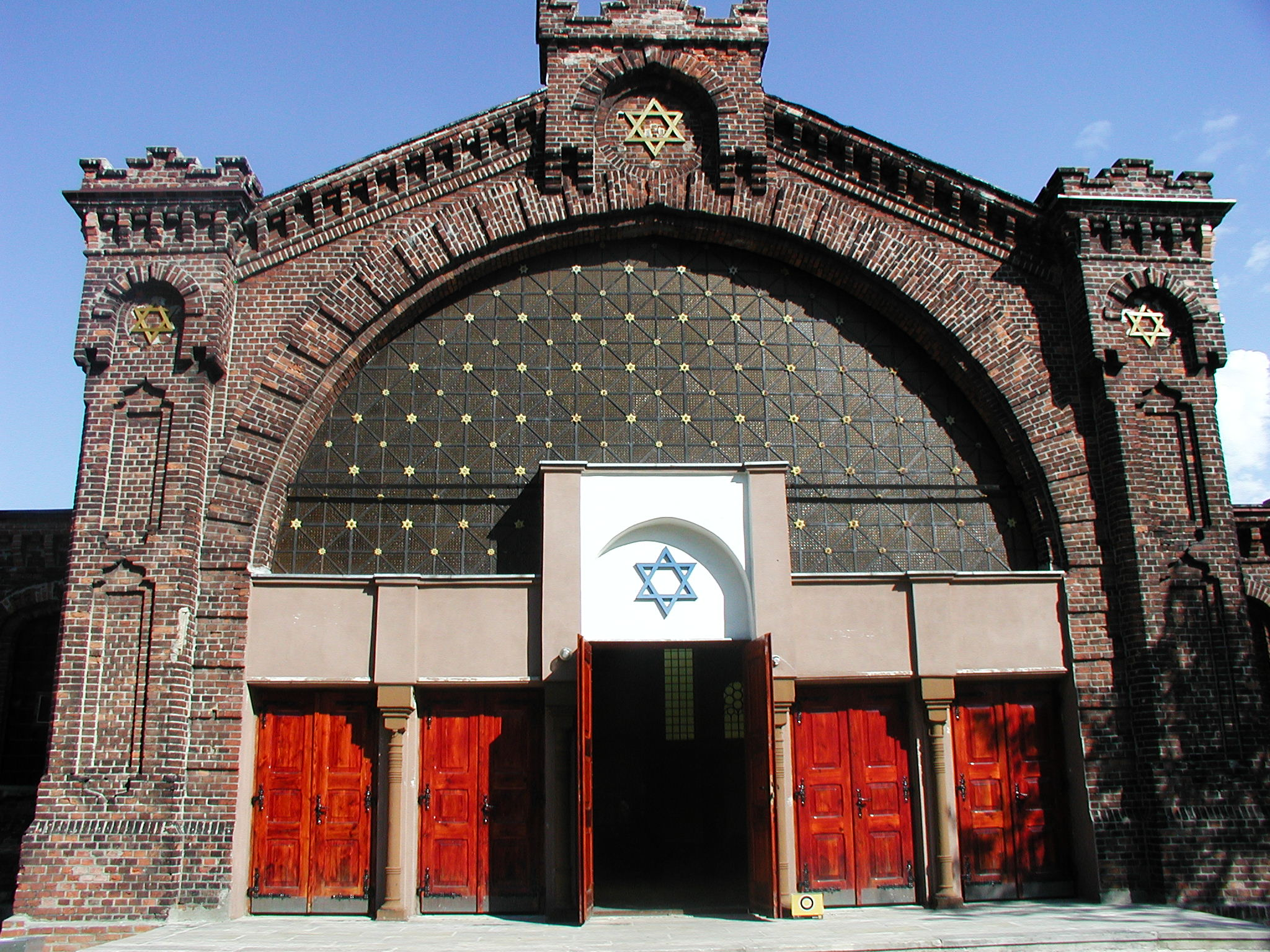
Dom przedpogrzebowy